# Agostino Priuli
Agostino Priuli (Venezia, 5 ottobre 1596 – Bergamo, 4 ottobre 1632) è stato un vescovo cattolico italiano.

## Biografia
Agostino Priuli è nato a Venezia, in Italia, il 5 ottobre 1596. L'8 febbraio 1627, fu nominato vescovo di Bergamo durante il papato di Papa Urbano VIII. Servì come vescovo di Bergamo fino alla sua morte, il 4 ottobre 1632.